# Jadwiga Camillowa
Jadwiga Camillowa (n. 1867, Lemberg, Regatul Galiției și Lodomeriei, Imperiul Austriac – d. 1914, Lemberg, Regatul Galiției și Lodomeriei, Austro-Ungaria) a fost o cântăreață poloneză de operă (soprană).

## Biografie și carieră
Jadwiga Camillowa s-a născut la Liov (Lemberg, în Imperiul Austriac).
A studiat la școala de vocație din Liov cu profesoara de muzică Adeline Pashalis, apoi la Dresda cu profesorul vocal Giovanni Battista Lamperti.
A debutat în 1889 în Opera din Liov în rolul Rachelei din grand opera în cinci acte La Juive (Evreica) creată de Fromental Halévy. În 1891, Jadwiga Camillowa a cântat la Cernăuți și la Varșovia în La traviata (de Giuseppe Verdi), în 1892 a cântat la Praga, apoi la Budapesta.
În anii 1893 - 1898 (cu pauze) a fost solistă a Operei din Dresda. Apoi a cântat și a predat (deschizând propria școală vocală) la Liov.
Printre cele mai importante roluri ale sale sunt Lucia din Lucia di Lammermoor (de Gaetano Donizetti), Elsa din Lohengrin (de Richard Wagner), Leonora din Trubadurul (de Giuseppe Verdi), Nedda în Paiațe (de Ruggiero Leoncavallo).

## Vezi și
- Listă de cântăreți de operă